# Detector de fum lineal

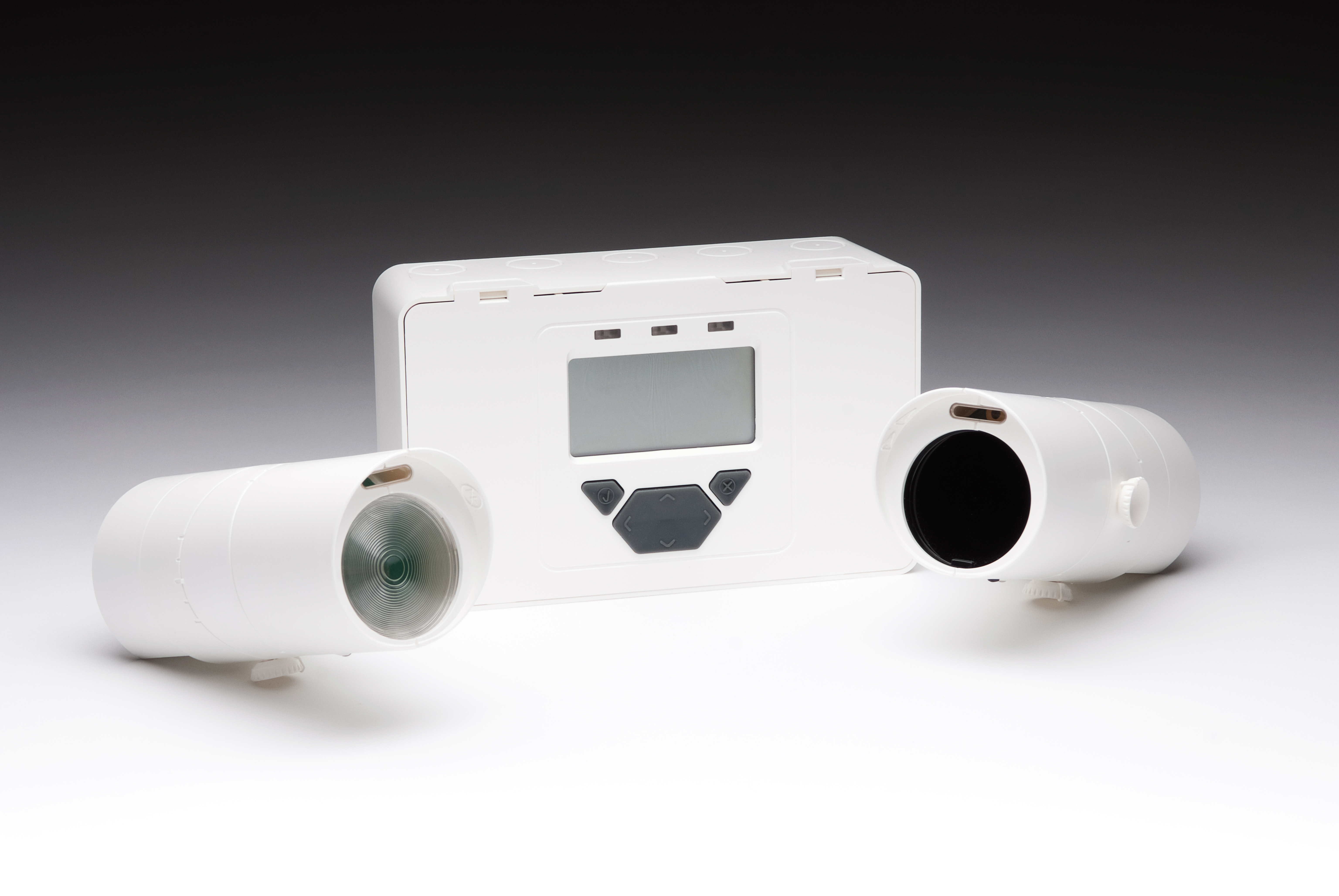
Detector de fum lineal

Un detector de fum lineal, o barrera de detecció de fum, és un detector de fum que de forma continuada llança un raig infraroig, amb l'objectiu de detectar la presència de fum en un espai gran. Consta de 3 elements, el transmissor, el receptor i la unitat de control, que poden estar integrats en una mateixa unitat, o no. Si ho estan, cal també un reflector que torna el raig infraroig a la unitat. El principi de funcionament és de l'obscuriment de la llum, amb un element fotosensible al receptor, que rep el raig infraroig emès pel transmissor. Tenen un abast lineal diferent segons el model, podent arribar fins a 160 m.